# Gogebic megye
Gogebic megye az Amerikai Egyesült Államokban, azon belül Michigan államban található. Megyeszékhelye Bessemer, legnagyobb városa Ironwood. Lakosainak száma 14 380 fő (2020. április 1.). Gogebic megye Ontonagon, Iron, Ashland, Iron és Vilas megyékkel határos.

## Népesség
A megye népességének változása:
| Lakosok száma | 16 394 | 16 133 | 16 064 | 15 916 | 15 431 | 14 380 |
|               | 2010   | 2011   | 2012   | 2013   | 2015   | 2020   |